# Vlag van Grobbendonk
De vlag van Grobbendonk werd door de gemeenteraad op 5 april 1989 officieel vastgesteld als de gemeentelijke vlag van de Antwerpse gemeente Grobbendonk. Op 17 april 1990 werd hij door het Bestuur van Vlaanderen bevestigd en uiteindelijk gepubliceerd op 8 december 1990 in het officiële Belgisch Staatsblad.
Officieel wordt de vlag beschreven als:
Gevierendeeld 1. en 4. wit met een zwarte opvliegende raaf op een groene drietoppige heuvel 2. en 3. rood met drie witte staande lelies.
De vlag is volledig gebaseerd op het gemeentewapen en ziet er dus helemaal hetzelfde uit.

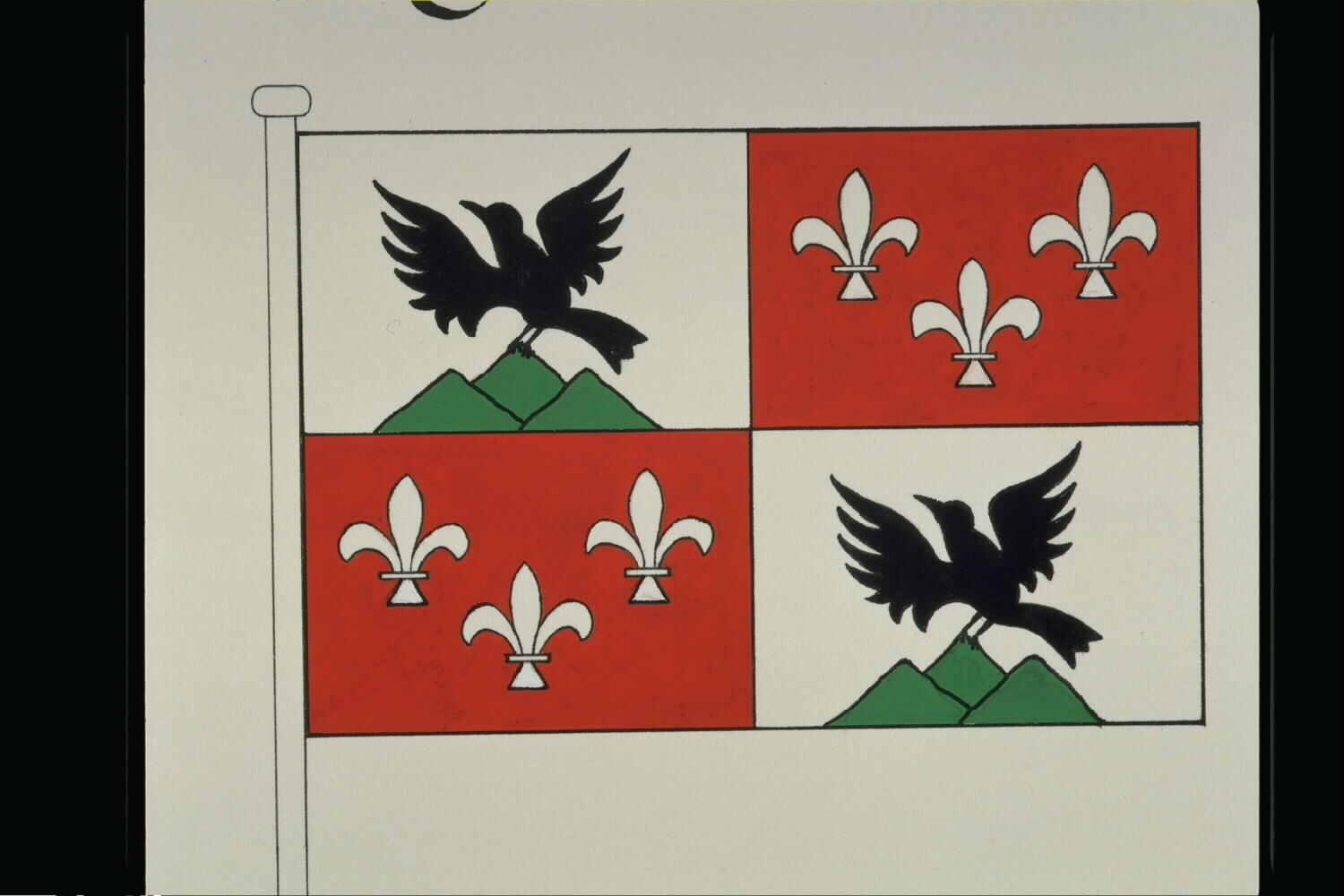
Officiële tekening van de vlag